# ISO 3166-2:BA
ISO 3166-2:BA – kody ISO 3166-2 dla podjednostek administracyjnych Bośni i Hercegowiny.
Kody ISO 3166-2 to część standardu ISO 3166 publikowanego przez Międzynarodową Organizację Normalizacyjną. Kody te są przypisywane głównym jednostkom podziału administracyjnego, takim jak np. województwa czy stany, każdego kraju posiadającego kod w standardzie ISO 3166-1.
Aktualnie (2017) dla Bośni i Hercegowiny zdefiniowano kody dla 2 autonomicznych jednostek administracyjnych oraz samorządnej jednostki administracyjnej.
Pierwsza część oznaczenia to kod Bośni i Hercegowiny zgodnie z ISO 3166-1, natomiast druga część oznaczenia znajdująca się po myślniku to trzyliterowy kod jednostki administracyjnej.

## Kody ISO
| Kod ISO | Nazwa jednostki administracyjnej | Nazwa jednostki administracyjnej w języku bośniackim | Nazwa jednostki administracyjnej w języku chorwackim | Nazwa jednostki administracyjnej w języku serbskim | Rodzaj jednostki administracyjnej      |
| ------- | -------------------------------- | ---------------------------------------------------- | ---------------------------------------------------- | -------------------------------------------------- | -------------------------------------- |
| BA-BRC  | Dystrykt Brczko                  | Brčko distrikt                                       | Brčko distrikt                                       | Брчко дистрикт                                     | samorządna jednostka administracyjna   |
| BA-BIH  | Federacja Bośni i Hercegowiny    | Federacija Bosne i Hercegovine                       | Federacija Bosne i Hercegovine                       | Федерација Босне и Херцеговине                     | autonomiczna jednostka administracyjna |
| BA-SRP  | Republika Serbska                | Republika Srpska                                     | Republika Srpska                                     | Република Српска                                   | autonomiczna jednostka administracyjna |